# Hercostomus zhongdianus
Hercostomus zhongdianus är en tvåvingeart som beskrevs av Yang 1998. Hercostomus zhongdianus ingår i släktet Hercostomus och familjen styltflugor. Inga underarter finns listade i Catalogue of Life.